# José Luis Chávez Sánchez
José Luis Chávez Sánchez (Santa Cruz de la Sierra, Bolivia; 18 de mayo de 1970) es un futbolista boliviano. Juega como centrocampista y su equipo actual es Royal Pari de la Primera División de Bolivia.

## Trayectoria
El 24 de diciembre de 2012 es transferido al Club Atlas de Guadalajara de la Primera División de México. En el 2014 sería contemplado para jugar con Atlas, pero una lesión de larga duración impidieron que se quedara, y para que Atlas trajera otro extranjero, decidieron regresarlo a Blooming, como préstamo y en junio de 2014 fue cedido al Club Bolívar.

## Selección nacional
Es internacional con la Selección de fútbol de Bolivia donde ha jugado más de 21 partidos y convertido 1 gol.

## Clubes
| Club                   | País    | Año         |
| ---------------------- | ------- | ----------- |
| Blooming               | Bolivia | 2004 - 2006 |
| Destroyers             | Bolivia | 2007        |
| Universitario de Sucre | Bolivia | 2008        |
| Blooming               | Bolivia | 2009 - 2012 |
| Atlas                  | México  | 2013        |
| Blooming               | Bolivia | 2014        |
| Bolívar                | Bolivia | 2014 - 2015 |
| Blooming               | Bolivia | 2015 - 2016 |
| Jorge Wilstermann      | Bolivia | 2016 - 2017 |
| Royal Pari             | Bolivia | 2018        |

## Palmarés

### Títulos nacionales
| Título           | Club                   | País    | Edición       |
| ---------------- | ---------------------- | ------- | ------------- |
| Primera División | Universitario de Sucre | Bolivia | Apertura 2008 |
| Primera División | Blooming               | Bolivia | Clausura 2009 |
| Primera División | Bolívar                | Bolivia | Apertura 2014 |
| Primera División | Bolívar                | Bolivia | Clausura 2015 |